# Pratt & Whitney PW4000
Pratt & Whitney PW4000 je řada dvouproudových leteckých motorů s vysokým obtokovým poměrem s tahem od 231 do 436 kN. Motor byl postaven jako nástupce řady motorů Pratt & Whitney JT9D a dočkal se i podstatně většího rozšíření.

## Vývoj a popis

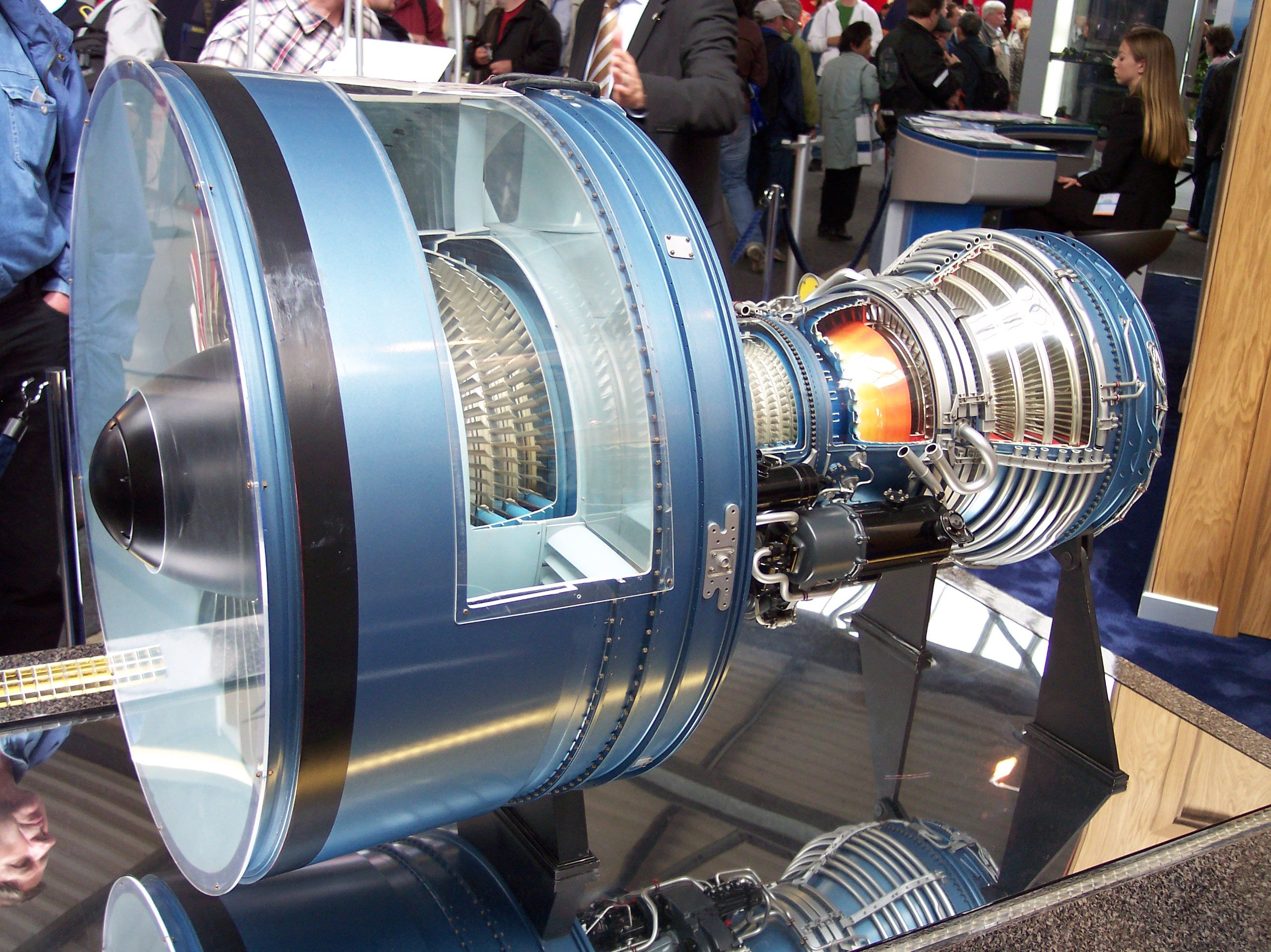
Maketa motoru PW4000

Řada motorů PW4000 se rozděluje do tří skupin podle průměru dmychadla.
První skupinou jsou motory PW4000-94 s průměrem dmychadla 94 palců (2,4 m), které mají tah od 231 do 276 kN. Tyto motory pohánějí letouny Airbus A310-300, Airbus A300-600, Boeing 747-400, Boeing 767-200/300 a MD-11. Pokud jsou tyto motory použity na dvoumotorových strojích, mají tyto stroje certifikaci ETOPS-180. Mezi tyto motory patří modely PW4052, PW4056, PW4060, PW4062, PW4062A, PW4152, PW4156A, PW4156, PW4158, PW4460 a PW4462.
Druhou skupinou jsou motory PW4000-100 s průměrem dmychadla 100 palců (2,5 m), které byly speciálně vyvinuty pro dvoumotorové letouny Airbus A330. Tyto motory mají tah od 285 do 302 kN. Mezi tyto motory patří modely PW4164, PW4168 a PW4168A. V roce 2006 společnost oznámila prodej prvních modernizovaných motorů v rámci programu s názvem „Advantage70“. Modernizovány mohou být i dříve vyrobené motory. Tento balíček modernizací zvýšil tah motorů na 311 kN, snížil spotřebu paliva asi o 1% a snížil i náklady na údržbu. Snížení spotřeby paliva o 1% znamená úsporu kolem 140 000 USD ročně na letoun.
Třetí skupinou jsou motory PW4000-112 s průměrem dmychadla 112 palců (2.8 m), které byly speciálně vyvinuty pro letouny Boeing 777. Tyto motory mají tah od 329 do 436 kN. Mezi tyto motory patří modely PW4074, PW4077, PW4077D, PW4084, PW4084D, PW4090 a PW4098. Motory vstoupily do služby v červnu 1995 u společnosti United Airlines, přičemž se jednalo o první motory s certifikací ETOPS-180. V květnu 2000 motor získal certifikaci ETOPS-207.
Na motory řady PW4000 byly použity vysoce kvalitní materiály zpracované nejnovějšími technologiemi výroby. Motory mají plně digitalizované řízení (FADEC), výbornou spotřebu paliva a spolehlivost.

## Varianty

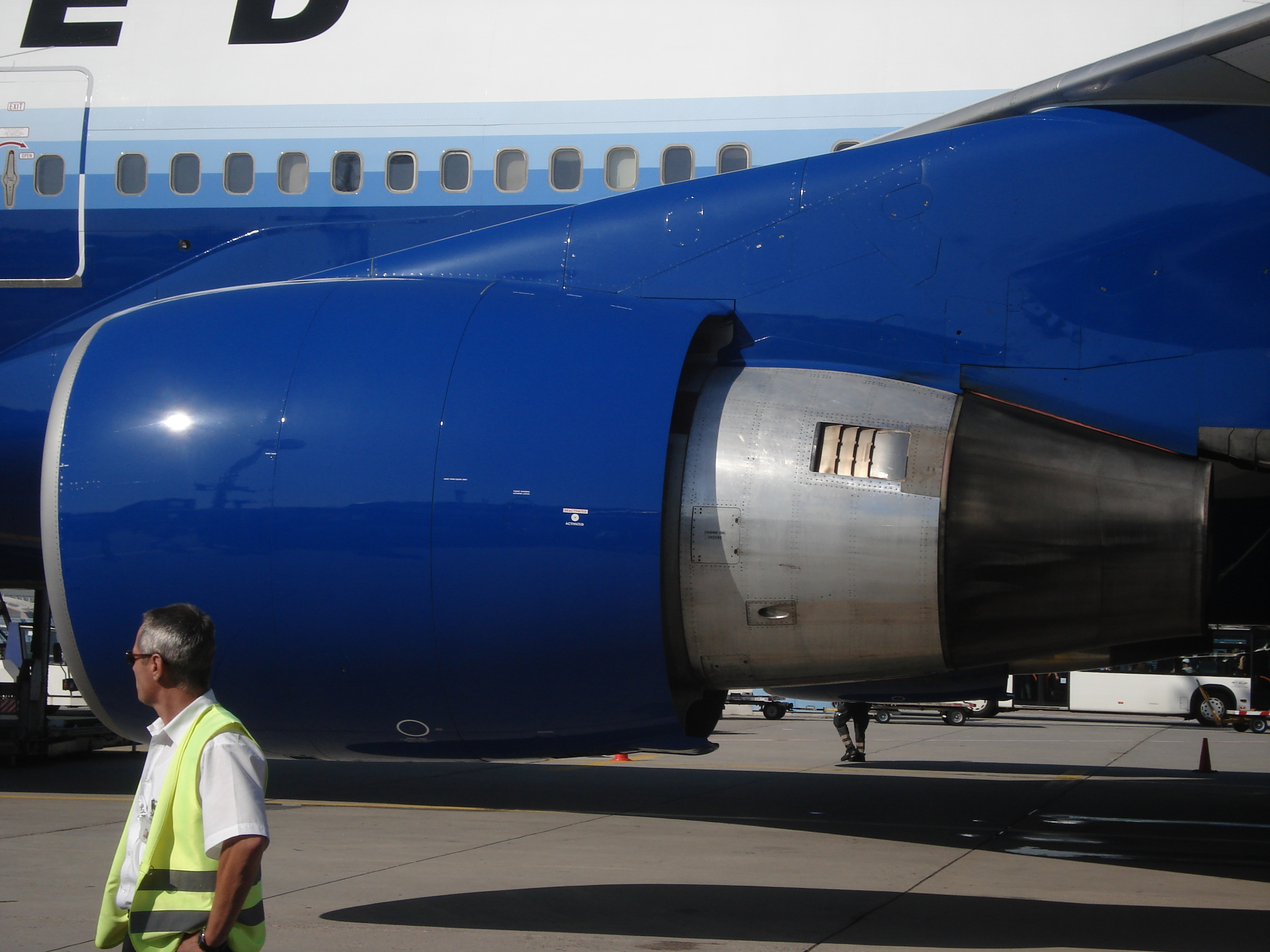
PW4056 na letounu společnosti United Airlines Boeing 747 na letišti ve Frankfurtu nad Mohanem

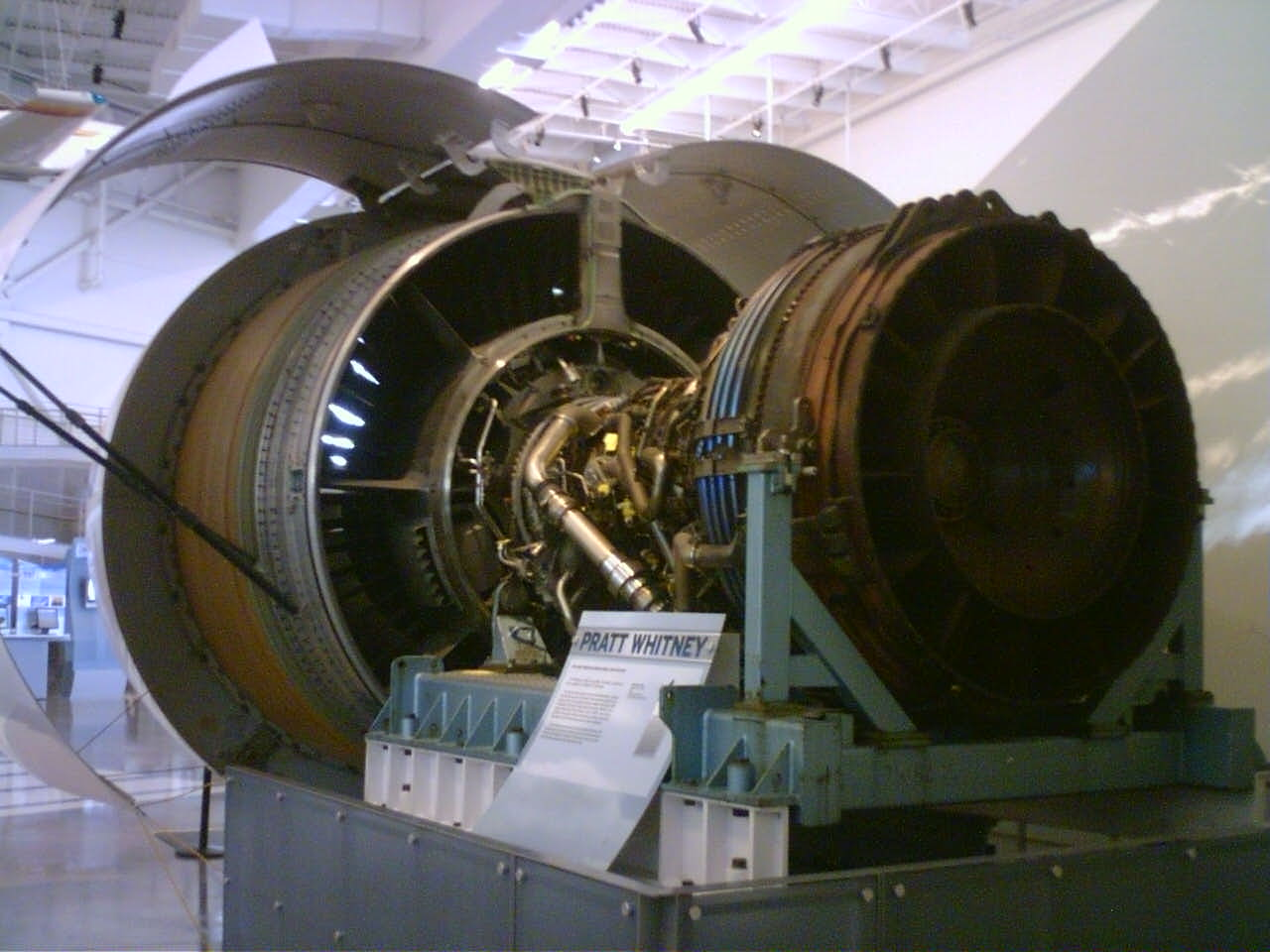
Motor Pratt & Whitney PW4098 v muzeu „Future of Flight“ společnosti Boeing

### PW4000-94
Tah motorů: 231 kN – 275 kN
- PW4052
- PW4056
- PW4060
- PW4062
- PW4062A
- PW4152
- PW4156A
- PW4156
- PW4158
- PW4460
- PW4462

### PW4000-100

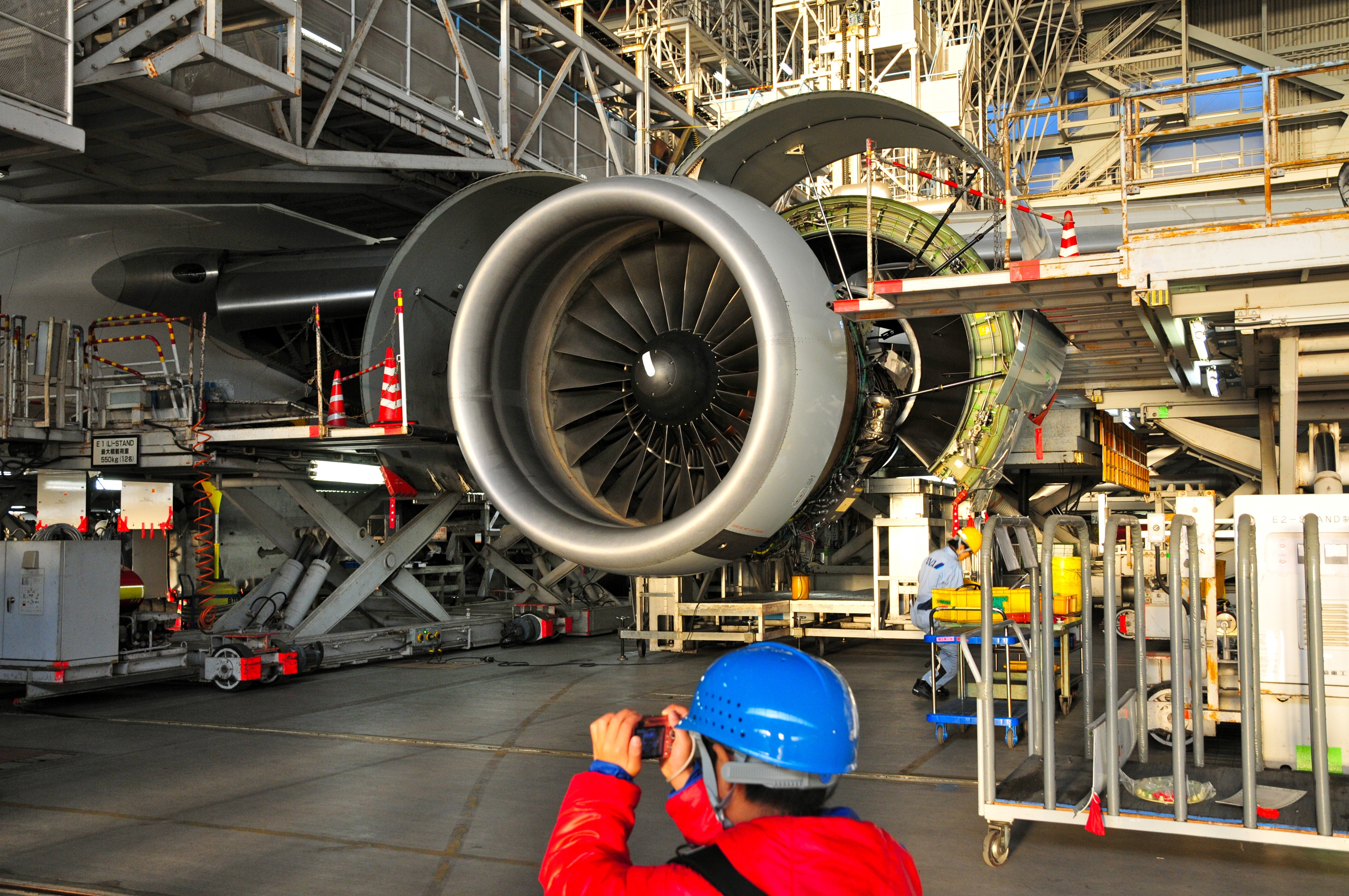
Motor PW4074

Tah motorů: 285 kN – 311 kN
- PW4164
- PW4168
- PW4168A
- PW4170

### PW4000-112
Tah motorů: 329 kN – 436 kN
- PW4074
- PW4077/77D
- PW4084/84D
- PW4090
- PW4098

## Použití
- Airbus A300
- Airbus A310
- Airbus A330
- Boeing 747
- Boeing 767
- Boeing 777
- Boeing KC-46
- McDonnell Douglas MD-11

## Specifikace (PW4000-100)
Data pocházejí z oficiálního prapagačního materiálu výrobce „Pratt & Whitney's PW4000 100-inch-fan“.

### Technické údaje
- Typ: dvouproudový motor s vysokým obtokovým poměrem
- Délka: 4,143 m
- Průměr: 2,54 m
- Hmotnost: ? kg

### Součásti motoru
- Kompresor: jednostupňové dmychadlo, pětistupňový nízkotlaký kompresor a patnáctistupňový vysokotlaký kompresor
- Spalovací komora: prstencový typ
- Turbína: dvoustupňová vysokotlaká turbína a pětistupňová nízkotlaká turbína

### Výkony
- Maximální tah: 285 – 302 kN (64 000 – 68 000 lbf)
- Celkový kompresní poměr: 32,0 – 35,4
- Obtokový poměr: 5:1

#### Související vývoj
- Engine Alliance GP7000

#### Podobné motory
- General Electric CF6
- General Electric GE90
- Progress D-18T
- Rolls-Royce Trent